# Stasiland
Stasiland är en bok skriven av den australiska författaren Anna Funder.
Boken gavs ut 2002 och tilldelades 2004 Storbritanniens tyngsta facklitterära pris: The BBC Four Samuel Johnson Prize for non-fiction. År 2005 utkom den i svensk översättning. Under de år hon bodde i forna Östtyskland talade hon både med före detta stasiagenter och de som föll offer för Stasis stundom mycket grymma metoder. Resultatet är en spännande, tragisk och personlig bok som är nästan skönlitterär till sin karaktär.